# ريبيكا هولدن
ريبيكا هولدن (بالإنجليزية: Rebecca Holden)‏ هي مغنية وكاتبة غنائية وعارضة ومنتجة أفلام وممثلة أمريكية، ولدت في 12 يونيو 1958 بدالاس في الولايات المتحدة.

## أعمال

### مسلسلات
- السائق نايت

## وصلات خارجية
- ريبيكا هولدن على موقع IMDb (الإنجليزية)
- ريبيكا هولدن على موقع ألو سيني (الفرنسية)
- ريبيكا هولدن على موقع ميوزك برينز (الإنجليزية)
- ريبيكا هولدن على موقع أول موفي (الإنجليزية)
- ريبيكا هولدن على موقع قاعدة بيانات الأفلام السويدية (السويدية)
- ريبيكا هولدن على موقع ديسكوغز (الإنجليزية)
- ريبيكا هولدن على موقع قاعدة بيانات الفيلم (الإنجليزية)
- ريبيكا هولدن على موقع كينوبويسك (الروسية)